# Tenkū no Escaflowne
A Visão de Escaflowne (天空のエスカフローネ, Tenkū no Esukafurōne) é um anime de 26 episódios criado pela Sunrise, o mesmo estúdio da franquia Gundam, dirigido por Kazuki Akane., que estreou no Japão em 2 de Abril de 1996 pela TV Tokyo, sendo o último episódio  exibido em 24 de setembro de 1996.
A série transita entre as demografias shōnen e shōjo, e conta a história de Hitomi, uma estudante do colegial que se vê transportada da Terra para o planeta Gaea, um lugar onde se é possível ver, no céu, a Terra ao lado da Lua. Em Gaea, ela descobre estar no meio de uma guerra em que o Império Zaibach tenta assumir o comando do planeta. Ela conhece Van, rei de um pequeno país chamado Fanelia, que possui um raro guymelef (mecha) de combate chamado Escaflowne. Van, com a ajuda de Allen (um cavaleiro de Asturia), comanda Escaflowne para combater o Império Zaibach.
Enquanto o anime estava sendo produzido, foram lançadas duas adaptações para mangá, cada uma com uma   história diferente: uma versão shōnen intitulada Tenkuu no Escaflowne e uma versão shōjo intitulada Hitomi—Tenkuu no Escaflowne. Além disso, foi lançada uma segunda adaptação shōjo chamada Escaflowne—Energist's Memories, publicada em volume único em 1997. A história também foi romantizada em uma série de light novels de seis volumes, por Yumiko Tsukamoto, Hajime Yatate, e Shoji Kawamori. Um filme foi lançado em 24 de junho de 2000, mas com poucas semelhanças em relação à série. Em Portugal o anime foi emitido com o nome de "Escaflowne" pela SIC Radical e mais tarde pelo Canal Panda, com dobragem em português. Já no Brasil o anime chegou a ser adquirido pela Rede Globo sob o nome de As Visões da Imaginação. Alguns dizem que teve uma exibição relâmpago de madrugada, porém nada foi encontrado para comprovar isso.

## Mídia

### Anime
A Visão de Escaflowne estreou no Japão na TV Tóquio em 2 de abril de 1996, onde foi ao ar semanalmente até completar seus vinte e seis episódios, em 24 de setembro de 1996.

### Mangá
Três versões alternativas de A Visão de Escaflowne foram lançadas em forma de mangá, com duas primeiras séries de mangá desenvolvidas ao mesmo tempo que o anime. Devido às mudanças radicais na série de anime durante a produção, estas duas séries do manga são muito diferentes da série original do anime e entre si. A primeira série, também intitulada A Visão de Escaflowne foi uma das primeiras séries de mangá a aparecer na então nova revista Shounen Ace da Kadokawa Shoten. Apesar da série de anime estar em espera, a Sunrise deu ao artista Katsu Aki a produção existente e desenhos de personagens, resultando na primeira série de manga com a sensação de shōnen pesado e a Hitomi curvilínea que foi originalmente planejado para a série de anime. Dada a liberdade para mudar a história como ele quisesse, a versão de Aki é uma saga violenta focada principalmente na luta e Hitomi se transforma em uma "ninfa curvilínea", que é a fonte de energia do mecha Escaflowne. A série estreou na primeira edição de Shōnen Ace em 24 de outubro de 1994 e correu até 26 de novembro de 1997. Os trinta e oito capítulos foram coletados e publicados pela Kadokawa em oito volumes tankōbon. Foi licenciado para lançado na América do Norte pela Tokyopop com o primeiro volume lançado em 10 de julho de 2003. As edições em inglês da Tokyopop também foram importadas para distribuição na Austrália pela Madman Entertainment.
Em 1996, com a estréia da série de anime, Messiah Knight - A Visão de Escaflowne foi criado. Esta adaptação de orientada shōjo foi escrita por Yuzuru Yashiro e serializada na Asuka Fantasy DX de 8 de abril de 1996 a 18 de janeiro de 1997.

## Personagens
Hitomi Kanzaki 
É a personagem principal. É uma atleta, inicialmente não  muito segura de si e sobre seus sentimentos. De sua avó materna, ela herdou um estranho pingente e um conjunto de cartas de Tarô.
Van Slanzar de Fanel 
Rei de Fanelia, devido à sua ascendência, é apto a pilotar o Guymelef Escaflowne, com quem ele fez um pacto de sangue.
Allen Crusade Schezar 
É um cavaleiro do reino de Asturia e comandante de um posto avançado na fronteira do reino. Ele é amigo e protetor de Hitomi. Com exceção de suas roupas e seu cabelo loiro na altura da cintura, ele é a imagem do colega de Hitomi, Amano. Ele é um guerreiro sábio e forte, valente e bonito e tem a reputação de ser um mulherengo. Ele ajuda a Van em proteger o planeta Gaia junto com seu Guymelef Sherazade. Rival de Van tanto em habilidades de combate quando em sua disputa por Hitomi.
Princesa Millerna Sarah Aston
A mais nova das três filha do rei de Astúria, apaixonada por Allen, ela começou a estudar medicina e por pressão da família ela parou.
Merle 
Um menina gata. É órfã, foi adotada pela família Fanel e cresceu com Van. Ela é sempre muito empolgada e às vezes irritante. Ela está com ciúmes de Hitomi, desde que apareceu em Gaia e sempre procura estar com Van em toda situação.
Dornkirk 
É o imperador de Zaibach. Seu corpo está em uma enorme máquina móvel que o mantém vivo. Seu objetivo é utilizar o poder de Atlântida pra mudar o destino de Gaia.
Dilandau Albatou
É um guerreiro piromaníaco insano e sanguinário, comandante da força especial conhecida como Dragon Slayers, cujo objetivo é capturar Van e Ecaflowne para que estes não sejam impedimentos para o plano de Dornkirk.
Folken Lacour de Fanel
É o estrategista do império Zaibach e a mão direita do Imperador, que se revela ser o irmão mais velho de Van. Ele fracassou em uma luta contra um dragão, num rito para se tornar Rei de Fanelia, e perdeu seu braço. Encontrado e cuidado por Zaibach, ele originalmente segue a Dornkirk, acreditando em seus ideais.
Nariya e Eriya 
São irmãs gêmeas, elas são mulheres leopardo, guerreiras formidáveis, inteiramente dedicadas a Folken que as salvou da morte certa quando eram crianças. Nariya tem pelagem prateada e Eriya tem o pelagem em tons dourados.
Balgus Ganesha
Um dos "três mestres espadachins de Gaia", é mestre de armas e protetor de Van, ele morre na destruição do Reino de Fanelia por Zaibach.
Yukari Uchida
Melhor amiga de Hitomi e apoiadora de seu esforços no atletismo e no seu romance com Amano, testemunha do desaparecimento milagroso de sua amiga.
Amano Susumu
Um grande amigo de Hitomi e atleta campeão, uma das duas únicas testemunhas do desaparecimento surpreendente de Hitomi.
Jajuka 
É um homem-cão e uma espécie de salvaguarda para Dilandau.

## Países e lugares

### Fanelia
Um pequeno país em Gaia, governado pela família Fanel dos quais Van é atualmente o rei. Para se tornar rei, Van tem que matar um dragão. Folken, irmão de Van, não alcançou os objetivos dando assim o lugar a Van. Mas seu reino é destruído nos primeiros episódios por Zaibach.

### Zaibach
Um poderoso império, liderado por Dornkirk, possuindo tecnologias avançadas. Era muito pequeno e desolado. Seus habitantes enfrentaram a fome, a pobreza e sempre recebiam ataques de reinos vizinhos, vivendo num constante medo. Usando seu conhecimento, Dornkirk reconstruiu todo o reino, tornando-se um dos mais respeitados e temidos reinos de Gaia. Toda a gente de Zaibach têm dedicado suas vidas para a visão de mundo de Dornkirk, tentando criar uma nova era de paz, tomando posse de todo o planeta.

### Astúria
O maior reino de Gaia, inicialmente aliado Zaibach antes dos dois reinos entrarem em guerra. Astúria é uma monarquia, e possui um grupo especial de guerreiros são conhecidos como "Cavaleiros do Céu."

### Freid
Um ducado de Gaia, governado pela família Freid. Freid está na posse de um artefato antigo de Atlântida, necessário para Dornkirk para completar seu plano de reviver o poder de Atlântida. Por esta razão Zaibach quer invadir e roubar o artefato. Sabiamente, o duque de Freid quer impedir que o objeto possa cair em mãos erradas.

## Dublagem
| Personagens                               | Japones           | Português        |
| ----------------------------------------- | ----------------- | ---------------- |
| Hitomi Kanzaki                            | Maaya Sakamoto    | Bárbara Lourenço |
| Van Fanel                                 | Tomokazu Seki     |                  |
| Allen Schezar, Susumu Amano (series only) | Shinichirou Miki  |                  |
| Folken Strategos                          | Jouji Nakata      |                  |
| Merle                                     | Ikue Ohtani       |                  |
| Dilandau Albatau                          | Minami Takayama   |                  |
| Millerna Aston                            | Mayumi Iizuka     |                  |
| Dryden Fassa                              | Juurouta Kosugi   |                  |
| Naria                                     | Yuri Amano        |                  |
| Eriya                                     | Narumi Hidaka     |                  |
| Mole Man                                  | Chafurin          |                  |
| Dornkirk                                  | Masato Yamanouchi |                  |
| Yukari Uchida                             | Mayumi Iizuka     |                  |
| Sora (movie only)                         | Mayumi Iizuka     |                  |

## Música
Alguns dos álbuns lançados sobre Escaflowne :
| #  | Música                 | Cantor      | Duração |
| -- | ---------------------- | ----------- | ------- |
| 01 | Promises Not Necessary | Yoko Kanno  | 3:32    |
| 02 | Flying Dragon          | Yoko Kanno  | 2:37    |
| 03 | Dance of Curse         | Yoko Kanno  | 4:06    |
| 04 | Murder                 | Yoko Kanno  | 4:01    |
| 05 | Escaflowne             | Yoko Kanno  | 2:06    |
| 06 | Angel                  | Yoko Kanno  | 2:18    |
| 07 | Cubic                  | Yoko Kanno  | 2:06    |
| 08 | Romance                | Yoko Kanno  | 5:43    |
| 09 | Ne Zu Mi               | Yoko Kanno  | 3:24    |
| 10 | Wings                  | Yoko Kanno  | 3:34    |
| 11 | Gloria                 | Yoko Kanno  | 6:58    |
| 12 | Eyes                   | Yoko Kanno  | 2:57    |
| 13 | Empty the Pocket       | Yoko Kanno  | 4:01    |
| 14 | White Dove             | Yoko Kanno  | 5:36    |
| 15 | Mystic Eyes            | Hiroki Wada | 4:16    |
| 16 | Deja Blue              | Yoko Kanno  | 1:16    |

| #  | Música               | Cantor           | Duração |
| -- | -------------------- | ---------------- | ------- |
| 01 | Vision of Escaflowne | Yoko Kanno       | 4:17    |
| 02 | Fanelia              | Yoko Kanno       | 2:14    |
| 03 | Ask the Owl          | Yoko Kanno       | 2:05    |
| 04 | Charm                | Yoko Kanno       | 1:53    |
| 05 | Country Man          | Yoko Kanno       | 1:35    |
| 06 | A Mole Man           | Yoko Kanno       | 3:06    |
| 07 | Cradle Song          | Yoko Kanno       | 1:28    |
| 08 | Machine Soldier      | Yoko Kanno       | 2:29    |
| 09 | Shadow of Doubt      | Hajime Mizoguchi | 4:42    |
| 10 | A Far Cry            | Hajime Mizoguchi | 5:39    |
| 11 | Market Place         | Yoko Kanno       | 2:53    |
| 12 | Medicine Eater       | Yoko Kanno       | 2:53    |
| 13 | Gods Drunk           | Yoko Kanno       | 2:31    |
| 14 | Cat's Delicacy       | Yoko Kanno       | 3:19    |
| 15 | Love                 | Yoko Kanno       | 5:01    |
| 16 | Hitomi's Theme       | Hajime Mizoguchi | 4:27    |
| 17 | If You               | Yoko Kanno       | 4:42    |

| #  | Música                | Cantor           | Duração |
| -- | --------------------- | ---------------- | ------- |
| 01 | Short Notice          | Yoko Kanno       | 0:43    |
| 02 | Arcadia               | Yoko Kanno       | 5:14    |
| 03 | Epistle               | Yoko Kanno       | 3:24    |
| 04 | Farewell              | Yoko Kanno       | 2:50    |
| 05 | Blue Eyes             | Yoko Kanno       | 3:14    |
| 06 | Perfect World         | Hajime Mizoguchi | 4:40    |
| 07 | I Recommend Instincts | Yoko Kanno       | 4:44    |
| 08 | Scrappy               | Yoko Kanno       | 1:42    |
| 09 | Shrilly               | Yoko Kanno       | 2:11    |
| 10 | Revenge               | Yoko Kanno       | 4:08    |
| 11 | Illusion              | Yoko Kanno       | 1:37    |
| 12 | Blaze                 | Yoko Kanno       | 4:22    |
| 13 | Fatal                 | Yoko Kanno       | 1:11    |
| 14 | Into the Light        | Yoko Kanno       | 4:38    |
| 15 | Again                 | Yoko Kanno       | 3:41    |

| #  | Música                             | Cantor           | Duração |
| -- | ---------------------------------- | ---------------- | ------- |
| 01 | Promises Not Necessary (TV Edit)   | Yoko Kanno       | 2:12    |
| 02 | The Vision of Escaflowne (Take 2)  | Yoko Kanno       | 4:19    |
| 03 | Memory of Fanelia                  | Yoko Kanno       | 3:11    |
| 04 | Dance of Curse                     | Yoko Kanno       | 4:06    |
| 05 | Zaibach                            | Yoko Kanno       | 2:12    |
| 06 | Flying Dragon                      | Yoko Kanno       | 2:37    |
| 07 | Cradle Song                        | Yoko Kanno       | 1:28    |
| 08 | My Best Friend                     | Yoko Kanno       | 3:42    |
| 09 | Bird Cage                          | Hajime Mizoguchi | 2:39    |
| 10 | Chain                              | Yoko Kanno       | 4:06    |
| 11 | Epistle                            | Yoko Kanno       | 3:24    |
| 12 | Perfect World                      | Hajime Mizoguchi | 4:40    |
| 13 | Blaze (Take 2)                     | Yoko Kanno       | 4:25    |
| 14 | Hitomi's Theme                     | Hajime Mizoguchi | 4:27    |
| 15 | Angel                              | Yoko Kanno       | 2:18    |
| 16 | Cat's Feelings                     | Yoko Kanno       | 3:52    |
| 17 | Arcadia                            | Yoko Kanno       | 5:14    |
| 18 | The Day the Wind Blows             | Yoko Kanno       | 5:56    |
| 19 | Mystic Eyes (TV Edit)              | Hiroki Wada      | 1:13    |
| 20 | The Story of Escaflowne ~End Title | Yoko Kanno       | 4:52    |

| #  | Música                     | Cantor           | Duração |
| -- | -------------------------- | ---------------- | ------- |
| 01 | Ring                       | Yoko Kanno       | 3:34    |
| 02 | First Vision               | Yoko Kanno       | 4:10    |
| 03 | Colors                     | Hajime Mizoguchi | 3:06    |
| 04 | Into Gaea                  | Yoko Kanno       | 2:39    |
| 05 | Enter The Dragon Slayers   | Yoko Kanno       | 2:00    |
| 06 | Horse Ride                 | Yoko Kanno       | 1:38    |
| 07 | Gaean Sheep                | Hajime Mizoguchi | 0:47    |
| 08 | Regret                     | Hajime Mizoguchi | 4:02    |
| 09 | Bird Song                  | Yoko Kanno       | 0:58    |
| 10 | Sora                       | Yoko Kanno       | 2:23    |
| 11 | Revival of Alseides        | Hajime Mizoguchi | 2:19    |
| 12 | The Hurt                   | Hajime Mizoguchi | 2:35    |
| 13 | Take My Hands              | Yoko Kanno       | 1:11    |
| 14 | Organ Pub                  | Yoko Kanno       | 1:23    |
| 15 | What'cha Gonna Do?         | Yoko Kanno       | 3:16    |
| 16 | Sora's Folktale            | Yoko Kanno       | 1:35    |
| 17 | Invasion of Torushina      | Hajime Mizoguchi | 1:05    |
| 18 | Dance of Curse II          | Yoko Kanno       | 1:48    |
| 19 | Black Escaflowne           | Yoko Kanno       | 2:57    |
| 20 | Tree of Hearts             | Hajime Mizoguchi | 1:46    |
| 21 | We're Flying               | Yoko Kanno       | 2:39    |
| 22 | Who Will Save              | Hajime Mizoguchi | 1:55    |
| 23 | Final Vision               | Yoko Kanno       | 1:33    |
| 24 | Drinking Song              | Yoko Kanno       | 0:38    |
| 25 | You're Not Alone (English) | Yoko Kanno       | 3:34    |
| 26 | You're Not Alone (Single)  | Yoko Kanno       | 4:09    |
|    | Call Your Name             | Yoko Kanno       | 3:41    |

- Escaflowne Prologue 1: Earth
- Escaflowne Prologue 2: Gaea